# Henk Lakeman

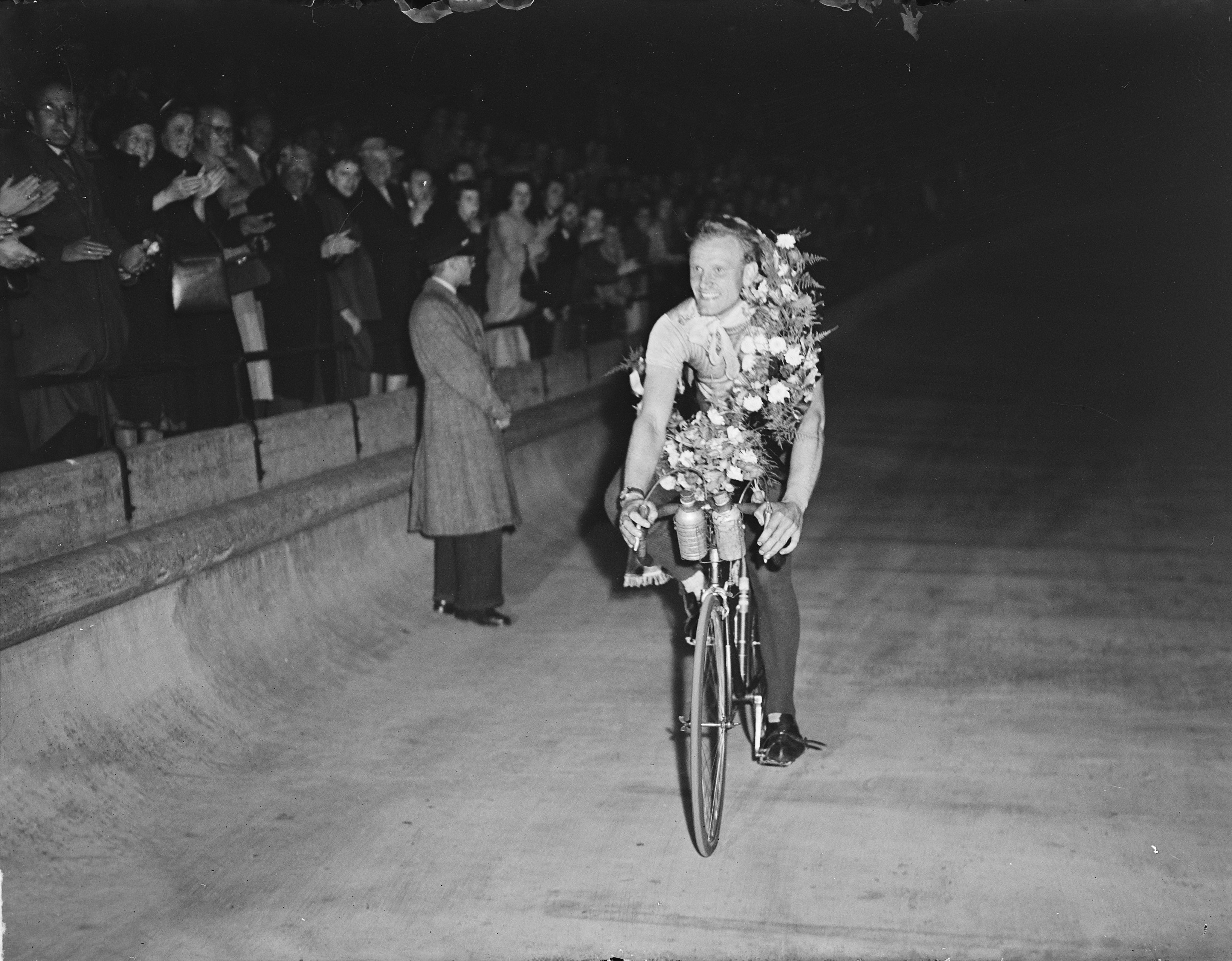
Henk Lakeman (1950)

Henk Lakeman (* 30. August 1922 in Ilpendam; † 8. April 1975 in Amsterdam) war ein niederländischer Radrennfahrer.
Henk Lakeman begann seine Laufbahn als Profi-Radrennfahrer während des Zweiten Weltkriegs und startete zunächst erfolgreich nur bei Rundstreckenrennen in den Niederlanden. 1950 gewann er die Niederlande-Rundfahrt.
Lakeman startete ab Beginn der 1950er Jahre auch bei insgesamt 22 Sechstagerennen. 1952 gewann er gemeinsam mit seinem Landsmann Cor Bakker das von Barcelona. Er wurde der „radelnde Tenor“ genannt, da er gerne – meist um Mitternacht – vor dem Radsport-Publikum als Sänger auftrat.
1954 musste Lakeman wegen Herzproblemen seine Radsport-Karriere beenden; er bekam ein Engagement als Opern- und Operettensänger und sang im Radio. Später arbeitete er im Akku- und Batterie-Unternehmen von Kurt Vyth, einem deutschen Juden, der das Konzentrationslager überlebt hatte. Vyth sponserte Fußballmannschaften und, durch Lakeman begeistert, finanzierte und organisierte er auch Radsportveranstaltungen, so den Großen Preis der Niederlande und ab 1966 die Amsterdamer Sechstagerennen. Im Alter von 52 Jahren starb Lakeman an seiner Herzerkrankung.